# Нестор Махно
Нестор Иванович Махно, наричан в Украйна „Батька Махно“ и „Батюшка Махно“ в Русия е украински анархист и военна фигура, командир на революционната Въстаническа армия на Украйна, лидер на селското бунтовническо движение на 1918 – 1921 г., известен политик и тактик на партизанската война. Роден е на 26 октомври (по други сведения – 7 ноември), 1888, село Гуляйполе, област Александровка, провинция Екатеринослав, Руската империя (сега Гуляйполе, Запорожка област, Украйна). Починал на – 25 юли – според други източници 6 юли – 1934, Париж, Франция).

## Биография
Роден е в семейството на четиридесет и две годишния Иван Родионович Махно, крепостен селянин от село Гуляйполе, и съпругата му Евдокия. На следващия ден той е кръстен в църквата „Въздвижение на Светия кръст“ и му е дадено името Нестор.
През 1889 г., когато Нестор е на по-малко от година, баща му умира. Майка му Явдоха Матвийивна Передерий остава в големи финансови затруднения с петимата си синове: Карп, Сава, Григорий, Омелян и най-малкият Нестор.
| „ | На 8-годишна възраст майка ми ме изпрати в основно училище в два класа в Гуляйполе. Учих добре, училищната мъдрост ми е давана лесно. През зимата се учих, а през лятото бях наеман от богати фермери за паша на овце или телета. По време на вършитбата, преследвах воловете на собствениците на земя и предпочитах да получавам по 25 копійок (копейки) на ден | “ |

  – както си спомня Нестор Махно от детството си. По-късно работи в декораторска работилница, в магазин и чугунолеярен завод.

## Начало на политическата дейност (преди 1917 г.)
От 1905 до 1906 г. Нестор популяризира украинските социалдемократи от Съюза и дори разпространява тяхната литература и брошури. Това обаче не му стига, той търси активни действия и през 1906 г. става член на анархистката организация „Съюз на бедните земеделци“, която действа в Екатеринославския край.
Анархистите вярват, че парите, иззети по време на експроприациите, са необходими за революцията, че те атакуват частния капитал чрез отчуждаване, за да научат работниците и селяните да не уважават частната собственост. Анархистите използват придобитите пари за закупуване на оръжия, които купуват дори във Виена, за създаване на нови групи, за пропаганда и лични нужди. В нощта на 14 октомври 1906 г. се извършва първото огнено кръщение на Нестор: трима въоръжени анархисти в черни хартиени маски нахлуват в къщата на местния търговец Исак Брук (където някога е работил Нестор) и искат 500 рубли за бедни фермери. Търговецът, позовавайки се на бедността си, дава на революционерите само 151 рубли. В края на 1906 г. Махно е арестуван за първи път по обвинения в тероризъм и той попада под полицейско наблюдение, но скоро е освободен поради липса на доказателства. Последва случай, който може да се счита за по-скоро „домашен“: Махно решава да помогне на своя приятел и служител в болницата „Михеев“ да се отърве от противника си, като открива огън на улицата, но пропуска.
След тези събития започват арести и обиски в Гуляйполе, налага се комендантски час и в селото пристига наказателен отряд под командването на съдия-изпълнител Караченцев. Анархистите В. Антъни, Н. Зуйченко, К. Кириченко, С. Заблодски и О. Бондаренко са арестувани. Но разследването не успява да докаже участието на групата на Антъни в нападението над пощата и месец по-късно момчетата са освободени. На 27 август 1908 г. Махно отново е арестуван. Той е обвинен в убийството на провокатора Андрей Гур, въпреки че Махно не участва в това (провокаторът е убит от О. Семенют). Запазена е полицейската карта на Нестор Махно, в която се казва, че Махно е имал кафяви очи, тъмно руса коса, белег на лявата буза, че говорел украински и руски и бил православен и по време на ареста пари и ценности не са имали. Махно и другарите му прекарват година и половина в Александрийския затвор (килия № 8) и в Екатеринославския провинциален затвор. В навечерието на Нова година 1909 г. Махно и неговите другари се опитали да избягат, но били заловени.
От 22 до 26 март 1910 г. в Екатеринослав Временният окръжен военен съд от Одеса разглежда делото на 13 гуляйполски анархисти, включително Нестор Махно. По време на разследването Нестор казва, че не принадлежи към никаква разбойническа група, а е член на политическа революционна организация, която се бори за свободата на хората, и че парите след експроприациите отиват изключително за революцията. Съдът осъжда на обесване 5 гуляйполски анархисти (Н. Махно, Е. Бондаренко, К. Кириченко, Ю. Орлов, Н. Алтхаузен). От тях само Е. Бондаренко е екзекутиран, още двама анархисти, Шевченко и Хшива, са обесени по друг случай на гуляйполци. В очакване на присъдата К. Кириченко е отровен. Поради тежко заболяване Н. Зуйченко е осъден на смърт, заменена с неопределен срок тежък труд. Гулайполските анархисти К. Лисовски и С. Заблодски са изпратени на 6 години в поправителни затвори, Мария Мартинова е осъдена на 5 години затвор.
Нестор Махно от 1911 до 1917 г. е затворен в затвора „Бутирка“ в Москва.
В килията Махно се среща с известния анархистки активист Пьотр Аршинов. Аршинов се заема с идейната подготовка и възпитание на Махно. Полуграмотният селянин не само задълбочено изучава произведенията на известни революционери и политици, но и се занимава с математика, литература, история и френски език.
Като активен участник в протестите в затвора, той е изпратен в карцера шест пъти и се разболява от белодробна туберкулоза.

## Гражданска война (1917 – 1921)
След Февруарската революция от 1917 г. в Русия, Махно се завръща през март 1917 г. в Екатеринославския регион, където разширява дейността си като политик и военен деятел. Той става един от инициаторите за основаването на „Селския съюз“, оглавява местния съвет на работническите и селските депутати и профсъюза на дърводелците и металообработващите работници. Създадената от Махно местна администрация разпределя именията на едри земевладелци сред селяните, принуждавайки местните предприемачи да повишат значително заплатите на работниците (Вся власть советам по местами).
В края на 1917 г. и началото на 1918 г. Махно формира „свободни селски батальони“, които започват борба срещу казашки части от Югозападния и Румънския фронт, които се опитват да пробият до територията на Украйна, до Дон и да се присъединят към войските на генерал О. Каледин.
Махно има негативно отношение към Централната Рада (революционен парламент на Украйна), считайки я за контрареволюционна сила. Той нарича поддръжниците на Централния съвет „шовинисти“ и се бори срещу тях. Въпреки това, в определени моменти има локално взаимодействие срещу общия враг, включително и за осигуряването на боеприпаси и грижите за ранените.
Настъплението през март 1918 г. от немско и австро-унгарски войски (след сключването на Бресткия мирен договор) принуждава Махно да напусне Украйна. Известно време той е в Таганрог, Ростов на Дон, Царицин, Астрахан, Саратов и Москва.
Махно се връща у дома с влак, преоблечен като войник. Няколко пъти държавната Охранка се опитва да го хване, но безуспешно. След завръщането си в селото, Махно научава, че къщата на майка му е била изгорена от хетманите, а по-големият му брат, инвалид от Първата световна война, е бил застрелян, защото се смята, че е участвал в борбата срещу германците и режима на Павел Скоропадски.
Когато Махно се завръща в Украйна през лятото на 1918 г., той организира въстанически отряд, наречен „Черна гвардия“, и възобновява борбата срещу австро-германските войски и правителството на хетман Павел Скоропадски.
В средата на декември 1918 г. Махно води преговори с ръководството на Директорията на УНР (най-висшият орган на държавната власт на Украинската народна република), но отношението му към Директорията е очевидно негативно – като наследник на Централния съвет, който кани в Украйна австро-германски войски. През същия месец въстаническите чети на Махно изгонват петлюристите от Екатеринослав и окупират града, но на 31 декември 1918 г. части от армията на УНР под командването на Самокиш успяват да превземат града и махновците се оттеглят.
От началото на януари 1919 г. Махно започва борба срещу деникинците, войските на Директорията и Антантата. Съгласно споразумението с болшевиките въстаническата армия официално влиза в състава на Украинската съветска армия и по-късно става известна като „Трета бригада на Първа Днепровска дивизия“ (командир на дивизия Павел Дибенко), в която влизат и въстанически отряди на атаман Никифор Григориев наричана „първата бригада на Първа Днепровска дивизия“. Махно и Григориев получават званието бригадири на Червената армия.
Идеологическото обосноваване на махновското движение през 1918 – 1920 г. е извършено от украинската анархистка образователна организация „Набат“ (основана през 1918 г.), която предлага лозунга за провеждане на „трета социална революция“. Махно се противопоставя на всяко централизирано правителство (идеята е за „свободни съвети“ и „безсилна държава“), гарантирайки живота на работниците на основата на солидарност и самоуправление.
В лицето на двама силни противници в Украйна, Махно се опитва да стане „трета сила“ заедно с „Директорията“ и болшевиките. Опитът на болшевишките власти да осъществят „политиката на военен комунизъм“, да осъществят реквизиции на храна, да създадат насилствено първите колхози и комитети на бедните, предизвика съпротива сред украинското селячество и довежда до антиболшевишки настроения в махновските войски.
През юни 1919 г., въоръжена с италиански пушки, но без боеприпаси, бригадата на Махно претърпява значително поражение по време на настъплението на Антон Деникин. Съветските власти обвиняват бунтовниците в разбиване на фронта и определят Махно за „незаконен“. Докато е в тила на деникинците, Махно продължава да се бие. В началото на септември 1919 г. той завършва реорганизацията на въстаническите части. Четническата армия е организирана във Въстаническа армия (пълно название Революционна въстаническа армия на Украйна, РПАУ, (на руски: Революционная Повстанническая Армия Украини), накратко – махновци), която по това време наброява около 80 хиляди войници.
През лятото на 1919 г. въстаническите войски на атаман Григориев се обединяват с четите на Нестор Махно. Самият той е избран за командир на обединената въстаническа армия, а Махно за председател на Революционния военен съвет. Григориев, който е обвинен в погроми, грабежи и тайни разговори с генерал Антон Деникин, е застрелян лично от Нестор Махно в с. Сентов на 27 юли 1919 г. От самото начало на отношенията с Григориев Махно обсъжда с колегите си намеренията да ликвидира Григориев и да включи войските му в РПАУ.
На 1 септември 1919 г. в с. В Добровеличковка, провинция Херсон, се състои среща на командването на въстаническата армия. Избран е нов състав на Военния съвет (председател – Лащенко), одобрена е структурата на армията, състояща се от четири корпуса.
На 20 септември 1919 г. Махно сключва споразумение с Украинската народна република. В същото време той планира да убие Симон Петлюра, за да поведе армията на УНР.
През септември – октомври 1919 г. войските на Махно се бият срещу армията на Деникин, унищожавайки отделни части и унищожавайки задните комуникации. Въстанически отряди окупират в различно време Екатеринослав, Гуляйполе, Александровск, Мариупол, Никопол, Мелитопол и Бердянск. Срещу Махно командата на Деникин е принудена да изостави най-добрите сили, водени от генерал Й. Слашчов и атаман Андрей Шкуро.
Поради ефективните военни действия на въстаниците срещу войските на Деникин през 1919 г. в Азовско море, което значително забавя настъплението на Доброволческата бяла армия към Москва, болшевиките отново решават да предложат на Махно тактически съюз.
Но още в края на 1919 г. и началото на 1920 г. големи сили на съветските войски (РККА) под командването на Йона Якир са тайно привлечени срещу въстаниците. Отрядите на РККА не само се бият срещу войските на Махно, но и извършват наказателни операции срещу местното население, което симпатизира на махновците. На 25 юни 1920 г. обръщението на началника на СНК (Съюз на народните комисари) на Съветска Русия Кръстьо Раковски и началника на тила на Югозападния фронт, и на Народния комисар на вътрешните работи Феликс Дзержински е публикувано пред селяните на Екатеринославска провинция, за да помогне на Червената армия да елиминира войските на атаман Махно като най-опасния враг. Махно реагира, като унищожава отделните части на Червената армия, като премахва и местните болшевишки власти. Така от 29 юни до 9 юли 1920 г. в Бахмутския, Изюмския, Константиноградския, Новомосковския и Павлоградския окръг се извършва набег на махновски чети, по време на който броят им нараства с до 10 000 войници.
По време на настъплението на войските на барон Пьотър Врангел през септември-октомври 1920 г. Махно отново се сближава с болшевиките и на 2 октомври 1920 г. сключва военно-политическо споразумение в Старобилск с командването на техния Южен фронт (командир Михаил Фрунзе). По време на операцията Перекоп-Чонгар на Червената армия махновските отряди първи преминават река Сиваш. Въпреки това, веднага след пробива в Крим и поражението на войските на Врангел, съветското командване, нарушавайки подписаното споразумение, започва внезапно обкръжаване и пълно унищожаване на махновските части, навлезли с тях на територията на Крим. През това време най-способната част от Въстаническата армия е убита, а само няколкостотин въстаници успяват да пробият от Крим и да докладват на останалата част от махновците за предателството на болшевиките.
През 1920 г. Махно отново започва да популяризира четите на Петлюра, сключва с тях примирие, споразумение за ненападение и съвместни действия срещу съветското правителство.
От края на ноември 1920 г. до август 1921 г. Махно разделя останалата част от въстаниците на няколко самостоятелни формирования, начело на едно от които той води изтощителни и ожесточени (почти ежедневни) военни действия срещу болшевишките сили, провеждайки поредица от кампании и нападения по Азовския бряг, Дон и Поволжието. На 27 юни 1921 г. на заседание на Политбюро на ЦК на ВКП (б) на Михаил Фрунзе е препоръчано да обърне внимание на необходимостта спешно да изгони Махно от Полтава в една от гладуващите провинции, ако е невъзможно и бързо да го елиминира.
На 28 август 1921 г. Махно, с тежка рана в лицето, преминава границата с Румъния със 77 войници, оцелели в бойната му част.

## Уважително обръщение „Батька Махно“
Уважението към Нестор Иванович от страна на неговите поддръжници и дори противници се вижда в продължение на много десетилетия, дори в специалната научна литература от употребата на руското и украинско „батька“ или „батюшка" (в разговорната простонародна реч: баща). Уважителното обръщение „батка“ идва от свободните казаци. То не бива да се възприема като чисто семейно обръщение: всеки млад казак може да се обърне към по-възрастен другар по този начин, за да подчертае уважителното си отношение към него. Понякога се случвало дори посивял воин да се обръща към по-младия си атаман с „батка“. Като цяло „батка“ е синоним на думата „атаман“, само че с подчертано уважителен оттенък. А по-голямата част от военната и политическата кариера на Махно преминава в земи със силни казашки традиции.

## В изгнание (1921 – 1934)
Известно време Махно е живял в Букурещ, по-късно във Варшава. През септември 1923 г. е арестуван от полските власти. По време на процеса през декември 1923 г. той е обвинен в преговори със съветски дипломати за обсъждане на възможността за въстание в Западна Украйна и последващото присъединяване на територията към СССР. В края на 1923 г. Махно е освободен „поради липса на доказателства“. Той и семейството му първо се установяват в Торун, а по-късно в свободния град Данциг, където той е под постоянно наблюдение на полицията.
От лагера за интернирани той пише писмо до президента на Чехословашката република Томаш Масарик:
| „ | Уважаеми господин президент, обръщам се към вас като стар революционер и социалист. Виждали сте, че превратът от 1917 г., който свали деспотичния царисткии режим в Русия, позволи на всички народи, които го обитават, да започнат да подреждат живота си на нова революционна основа. Но различни авантюристични и демократични партии застанаха на пътя на това и с помощта на своите последователи, както отдясно, така и отляво, се опитаха да завземат властта над хората. И народите в интерес на волята на работниците на място и в интерес на преструктуриране на режима на нови революционни принципи бяха принудени да вдигнат оръжие, за да защитят своята социална и национална независимост и се бориха до последно срещу различни узурпатори, за да запазят поне останките от революционните постижения. Чешкият народ, който, подобно на украинците, беше потиснат от чуждата окупация в продължение на много векове, беше по-щастлив. Той вече е свободен, има демократична власт и може да работи свободно в родината си. Съдбата на украинския народ беше различна – в продължение на четири години украинските степи са потопени в кръвта на синовете си в борбата за социална и национална независимост и за правото да бъдат господари на родината си. Като политически затворник бях освободен от затвора през революционните дни на 1917 г. Като стар политически работник, аз не можех да стоя настрана от масовото политическо движение, което след това се разгърна в бивша Русия и започна организационна работа в провинция Екатеринослав. Но за кратко спокойно се заехме с организационна работа, защото имаше хора, които искаха да използват несигурната ситуация за своите амбициозни планове. Беше необходимо да се напусне спокойната творческа работа, да се вземе оръжие и да се защити постигнатото от революцията. По време на 4-годишната въоръжена борба за социална независимост бях ранен девет пъти. С решение на Революционния въстанически военен съвет, аз разпуснах въстаническата си армия на малки дивизии и, придружен от сто души, пристигнах в Румъния в края на 1921 г. за лечение. Когато раните ми заздравяха, през пролетта на 1922 г. отидох с група от 14 души в Украйна, откъдето получавах съобщения, но непредвидени обстоятелства ни принудиха да влезем в Полша . Трудната политическа обстановка, в която Полша живее напоследък, постоянните заплахи от Съветска Русия я караха да забрави за славянското гостоприемство и постави всички политически емигранти зад бодлива тел и това беше направено с мен и моето звено. И новите опити на болшевиките да изведат мен и моя народ от полска територия ме поставиха в такива условия, че дори условията на живот в царските затвори избледняват. Чешкият народ, който беше под потисничеството на чужда окупация, ще разбере по-добре от всеки друг страданието на вековния потиснат украински народ и нашите страдания в затвора, защото ние се борихме за по-добро бъдеще за тях. Мисля, че за нашата 4-годишна борба сме спечелили от западните нации нещо повече от затвор. Дотогава нито една западна държава не е била толкова искрена в отговора си към бежанците от бившата Русия, независимо от политическите убеждения, както прави Чехословакия. Искрената благодарност ще бъде награда за братския славянски народ, който в трудни времена осигури подслон на нещастните бежанци от родината си. Обръщам се към вас като към стар революционер и социалист – от вас зависи да ни позволите да живеем свободно на вашата земя след 4 години болшевишки рай и братски полски затвор, докато не се върнем в родината си. Моля ви, уважаеми господин президент, да дадете заповед на властите на републиката относно разрешението за влизане за мен и 12 души от обкръжението ми. Подадох петиция с такова съдържание до Министерството на външните работи на Чехословашката република. Надявам се, че ще получим убежище, както и други политически емигранти, чийто престой на полска територия беше невъзможен по същите причини като нашите. С уважение, водачът на Революционната въстаническа армия на Украйна (Махновци) Н. Махно. 30 юни 1922 г., Полша, лагер за интернирани Щралково. | “ |

През април 1925 г. се премества в Париж, където живее във Винсен, работи като дърводелец и сценичен работник в Парижката опера „Гарние“ и във филмовото студио „Pathé“. Той поддържа активни връзки с международното анархистко движение, публикуван е в „Анархистически вестник“ и „Трудови въпроси“. Сприятелява се със Самюел Шварцбард. В предисловието към мемоарите си „Руската революция в Украйна“ Нестор Махно пише следното:
| „ | Мога само да съжалявам за едно нещо, когато публикувам това есе: това е, че то не е публикувано в Украйна и не на украински език. В културно отношение украинският народ стъпка по стъпка отива до пълното определяне на своята индивидуална идентичност и това е важно. Но не съм виновен, че не мога да публикувам бележките си на езика на моя народ, а условията, в които се намирам. | “ |

Умира от туберкулоза в Париж. Урната с пепелта на Махно е зазидана под номер 6686 в стената на комунарите в 87-ия отдел на гробището Пер Лашез.

## За рода Махно
Фамилиите Махно, Михно, Михненко са често срещани в този регион, тъй като по време на движението за преселване в Левобрежна Украйна има повече от дузина села и махали с имената Михно или Михновка. В окръг Александровка има благородници Михно и Махно. При търсене на родовите корени са разгледани историите на държавни и земевладелски села в близост до Гуляйполе. Тези фамилии се срещнаха в селото. Омелник (Михно), с. Рождественски (Махно и Михно), стр. Покровски (много с фамилия Михно), село Воскресенска (Махнович), но няма еднакви имена и идентични дати на раждане. До 1859 г. фамилията Махно или нещо подобно не е съществувало в Гуляйполе. Но вече през 1871 г. в метричната книга има запис за раждането на гуляйполския крепостен селянин Иван Родионович и сина Михно Поликарп (Карпо). Свидетели бяха воскресенският крепостен селянин Гаврило Васильович Кампоров и Екатеринославската от област Ново-Койдатска селянка Наталия Павлова, съпруга на Мина Криви. Поликарп е записан под името Махно (или по-скоро баща му Иван Родионович Михно е записан като Махно). Не е възможно да се провери името на следващия син – Омелян, защото няма книга за годината му на раждане. Всички останали седем деца на Родион са записани като Михно. Както се оказа, когато гледаме метричните книги (има само 36), Родион има девет деца, а не пет. Четири досега неизвестни: момиче Настя, родено през 1879 г., двама братя близнаци Юджийн и Тит, родени през 1881 г. и момче Степан, роден през 1883 г. Тогава имената им вече не са открити, така че може да са предположи, че са умрели. През 1888 г. Нестор получава и фамилията Михно. Но по някаква причина всички по-големи синове на Иван Родионов дадоха на децата си фамилията Махно.
Самото място на произход на семейството и неговото родословие е установено благодарение на историята от 1858 г. за изчезналото село Оленоконстантиновка, на мястото на което е било село Жовтневе (върнато на старото си име – Оленоконстантиновка) северно от Гуляйполе. Самата Оленоконстантиновка е основана през 1801 г. Собственик – поручик Михаил Леонтиевич Гееннов (починал преди 1818 г.). Той има съпруга Елена Степановна, син Константин и дъщеря Ирина. Името идва от комбинация от имената на съпругата му Елена и сина Константин. Селото е възникнало на територията на дача № 91 (северна съседка на гуляйполската вила), която преди това е била на лейтенант Аграфена Ивановна Соколовска и в която се е намирало село Новопавливка. В документите от 1808 г. е посочено, че цялата земя в размер на 5000 декара е продадена на лейтенант Геенов.
Според Геенов, през 1795 г. в Павлоградски окръг в дачата № 193 е голямо село Дъбова, която е дом на 110 мъже и 105 жени. Дачата е била 1683 декара, Само под самото имение е имало 10 дек. Ето как се описват притежанията му: „От лявата страна на Дъбовата клисура, дървената къща на господаря за пребиваване, една вятърна мелница, коне, овчарски и добитъчни фабрики. Дачата се простира по дерето Дубови до устието на вливането му и надолу по река Малая Терновка от дясната страна до дачата на поручик Минин, земята е чернозем, глинеста, хлябът и тревата ще раждат средства, като за обработваема земя.
През 1801 г. сред заселниците е Оленоконстантинивки Михненко Елисей Емелянов, който е на 22 години. През 1815 г. е преместен в селото. Дубове е павлоградският имот на Гееннов. Между другото, фамилията Михненко все още е доста често срещана в това (сега преместено на 3,7 км от първоначалното положение) и съседното село Вода.
През 1828 г. се завръща със семейството си, но в селото Оленодаривка, която е до Оленоконстантиновка и е собственост на дъщерята на Геенов Ирина, Максимович по съпруг. През 1811 г. един от Михненковете, Иля Васильович, вече е там, но е назначен през 1812 г.
И така, при изучаване на записите в данните за семейство на име Михненко, всичко си идва на мястото. Това е семейството на дядото на Нестор – Родион Иванович – в което по това време има три сина – Омелян, Осип, Иван (Иван има същата дата на раждане и име на баща) и три дъщери. Всички те са записани през 1858 г. под името Михненко. Три години по-късно се появява четвърти син, Филип. След това стана ясно, че Осип и Пилип Родионович, чиито деца са записани в метричната книга на Гуляйполе под името Махно, са братя на Иван Родионович Михно и затова техните родословия са обединени.
След премахването на крепостното право, братята Иван, Осип и Филип са освободени и преместени в Гуляйполе, защото когато имаха деца, те бяха записани в метричните книги като гулайполски крепостни селяни и дори с нови фамилии: те промениха фамилията Михненко с общи фамилни имена Михно (Иван) и Махно (Осип и Филип) – в окръга има около десет души с тези фамилии и две махали, наречени Махнов и Михновка. Същите фамилни имена сега се дават на децата им при раждането. Само дъщерята на Нестор стана Михненко – баща ѝ върна фамилията ѝ.
По-големите братя на Нестор, които са живели в Гуляйполе – Поликарп, Савелий, Омелян и Григорий – загиват по време на Гражданската война. Нещо повече, най-големият Поликарп е инвалид от Първата световна война а Омелян не участва във въстаническото движение и умира в собствените си дом, защото са братя на Нестор 52-годишният Поликарп е изтезаван от белите казаци през януари 1919 г., а преди това, през лятото на 1918 г., австро-унгарците застрелват Омелян. Савелий и Григорий са активни участници във въстаническото движение от лятото на 1918 г. и загиват в битки с врагове. Савелий е застрелян от Червената армия в Гуляйполе през февруари 1920 г., а Григорий, като началник на щаба на махновската въстаническа армия, е убит в битка с деникинците през август 1919 г. край Овидиопол.
Почти всички братя на Нестор оставят след себе си големи семейства и многобройни потомци, които сега живеят по целия свят, включително в Украйна и страните от бившия Съветски съюз.
Според книгата на Николай Герасименко „Батько Махно. Спомени за Черната гвардия“, която самият Махно нарича „непрекъсната измислица“, първата съпруга на Нестор Иванович е момиче от еврейското семейство Соня.
Втората беше неговата сънародничка от Гуляйполе Анастасия Васецка, с която си кореспондират по време на престоя му в Бутирка. Той се жени за нея след освобождаването си, но скоро след революционните събития Махно напуска бременната си съпруга. Междувременно Анастасия роди син, който живее само седмица. Нестор никога не е виждал това дете. Докато пътува, някой каза на Настя, че съпругът и е загинал в битка. Тя се омъжва повторно. Никога повече не се виждали.
Последната съпруга на Нестор Махно е Агафя „Халина“ Кузменко, учителка в началното училище Гуляйполе. Те се женят през 1919 г. Заедно прекосяват румънската граница, бягайки от болшевиките. През 1922 г. по време на престоя им в Полша се ражда дъщеря им Олена. Разведени през 20-те години на миналия век. По време на Втората световна война, след германската окупация на Париж, Халина Кузменко и дъщеря ѝ Олена Михненко се преместват в Германия, където през 1945 г. са арестувани от НКВД. Халина Кузменко получава 10 години лагер. Тя е затворена в Мордовия, в Дубровлаз. Дъщеря ѝ Олена също е осъдена на 5 години депортиране в Казахстан. След освобождението живеят в Джамбул в Казахската ССР, където умират. Посещават няколко пъти роднини в Гуляйполе. Агафя Кузменко умира на 82-годишна възраст през 1978 г.
На 13 декември 2013 г. правнукът на Нестор Анатолий Бутенко рецитира стихотворенията си в град Киев.

## Нестор Махно и България
Нестор Махно поддържа много близки контакти с българската анархистическа емиграция във Франция. Негови приятели са Никола Чорбаджиев, Кирил Радев и др. Семействата на Махно и Никола Чорбаджиев живеят известно време заедно в къща в Париж.
При срещата им в Париж, д-р Иван Балев кани Махно да дойде с него в България и да живее в Казанлък, където климатът ще е по-благоприятен за туберкулозата му. Махно отказва това предложение заради наличието на многобройна белогвардейска емиграция у нас.

## Почитане на паметта
- Паметник на Нестор Махно на централния площад на Гуляйполе.
- На 22 декември 2006 г. в Днепропетровск (бивш Екатеринослав, днес Днипро) лидерът на партия „Братство“ Дмитро Корчински и неговите сътрудници издигат паметна плоча на фасадата на хотел „Астория“, където през 1919 г. се намирала централата на Нестор Махно.
- През 2008 г. групата „King and Jester“ пуска песента „Thirteen Wound“. Въпреки че групата е известна с рускоезични песни и е основана в Русия, в чест на Нестор Махно, солистът на група „Крал и Шут“ Михаил Горшенов изпълни тази песен на родния език на Нестор Махно – украински.
- Паметник на Нестор Иванович Махно е открит на 24 август 2009 г. в Гуляйполе.[16]
- На 25 юли 2009 г., по случай 75-годишнината от смъртта на Нестор Махно, в Никопол е открит паметник на Нестор Иванович Махно. [15]
- На 21 август 2013 г. в Старобилск е издигнат паметник на Нестор Махно на балкона на стара сграда с изглед към централния площад.
- На 25 октомври 2013 г. Националната банка на Украйна пусна в обращение възпоменателна монета „Нестор Махно“. [16]
- В родния му Гуляйполе улица Нестор Махно е наименувана на него.
- В град Днипро от 2016 г. има улица „Нестор Махно“ (бивша държавна ферма в покрайнините на града).
- Улица Нестор Махно се намира и в Орихов.

## В киното
- Деветте живота на Нестор Махно (на руски: Девят жизней Нестора Махно – сериал Русия – 2007 г. сценаристи Игор Болгарин, Виктор Смирнов. режисура Николай Каптан. В ролята на Махно – Павел Деревянко
- Neproschennye Nestor Mahno 2007 г. (документален)

## Цитати
- Анархията е майка на реда.
- Бий червените, докато побелеят и белите докато почервенеят.[17]